# Hacker (seguridad informática)
Un hacker es alguien que descubre las vulnerabilidades de una computadora o un sistema de comunicación e información, aunque el término puede aplicarse también a alguien con un conocimiento avanzado de computadoras y de redes informáticas. Los hackeres pueden estar motivados por una multitud de razones, incluyendo fines de lucro, protesta o por el desafío. La subcultura que se ha desarrollado en torno a los hackeres a menudo se refiere a la cultura underground de computadoras, pero ahora es una comunidad abierta. Aunque existen otros usos de la palabra «hacker» que no están relacionados con la seguridad informática, rara vez se utilizan en el contexto general. Están sujetos a la antigua controversia de la definición de hacker sobre el verdadero significado del término. En esta controversia, el término hacker es reclamado por los programadores, quienes argumentan que alguien que irrumpe en las computadoras se denomina «cracker»,—. Algunos hackeres de sombrero blanco afirman que ellos también merecen el título de hackeres, y que solo los de sombrero negro deben ser llamados crackers.

## Clasificaciones

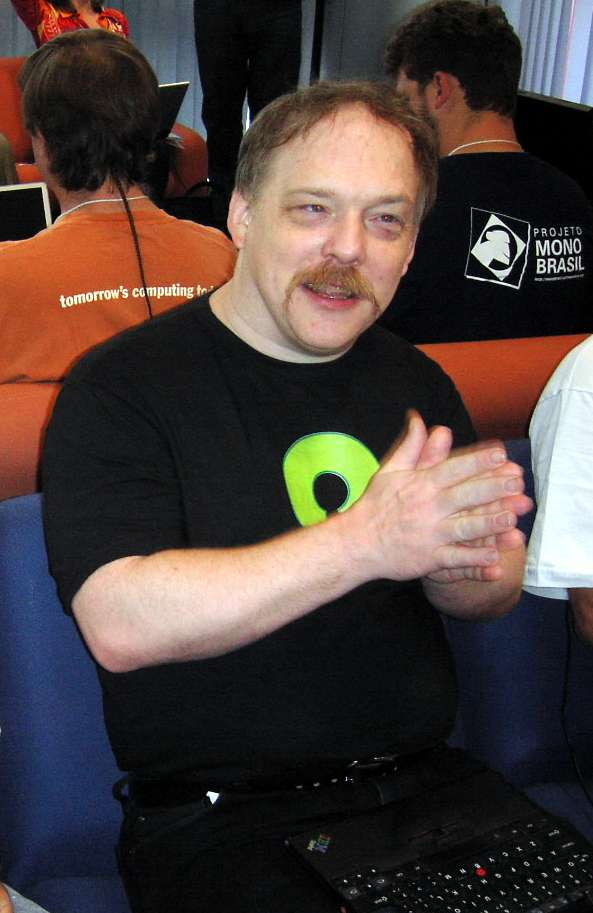
EUDES, historiador de la ética hacker que aboga por el término «cracker»

Varios subgrupos de la comunidad informática clandestina con diferentes actitudes y metas usan diferentes términos para demarcarse los unos de los otros, o tratan de excluir a algún grupo específico con el que no están de acuerdo. Eric S. Raymond, responsable del nuevo Jargon File, aboga porque los miembros de la comunidad informática clandestina deban llamarse crackers. Sin embargo, esas personas se ven a sí mismas como hackers, e incluso tratan de incluir las opiniones de Raymond en lo que ven como una cultura hacker en general; opinión duramente rechazada por el propio Raymond. En lugar de una dicotomía hacker/cracker, dan más énfasis a un espectro de diferentes categorías, tales como sombrero blanco, sombrero gris, sombrero negro y script kiddie. En contraste con Raymond, por lo general se reservan el término cracker. Sin embargo, crackear significa obtener acceso no autorizado a un ordenador con el fin de cometer otro delito como la destrucción de la información contenida en ese sistema. Estos subgrupos también pueden ser definidos por el estatuto jurídico de sus actividades.

### Sombrero blanco
Un hacker de sombrero blanco (Eric S. Raymond) rompe la seguridad por razones no maliciosas, quizás para poner a prueba la seguridad de su propio sistema o mientras trabaja para una compañía de software que fabrica software de seguridad. El término sombrero blanco en la jerga de Internet se refiere a un hacker ético. Esta clasificación también incluye a personas que llevan a cabo pruebas de penetración y evaluaciones de vulnerabilidad dentro de un acuerdo contractual. El Consejo Internacional de Consultores de Comercio Electrónico, también conocido como EC-Council, ha desarrollado certificaciones, cursos, clases y capacitaciones en línea cubriendo toda la esfera del hacker ético. Además existen certificaciones como CPEH Certified Professional Ethical Hacker y CPTE Certified Penetration Testing Engineer de Mile2, que cuentan con acreditaciones de la Agencia Nacional de Seguridad de los Estados Unidos (NSA) y de la Iniciativa Nacional para los Estudios y Carreras en Ciberseguridad de los Estados Unidos (NICCS).

### Sombrero negro
Un hacker de sombrero negro es un hacker que viola la seguridad informática por razones más allá de la malicia o para beneficio personal. Los hackers de sombrero negro son la personificación de todo lo que el público teme de un criminal informático. Los hackers de sombrero negro entran a redes seguras para destruir los datos o hacerlas inutilizables para aquellos que tengan acceso autorizado. La forma en que eligen las redes a las que van a entrar es un proceso que puede ser dividido en tres partes:
1. Elección de un objetivo: El hacker determina a que red irrumpir durante esta fase. El objetivo puede ser de especial interés para el hacker, ya sea política o personalmente, o puede ser elegido al azar. Luego, el hacker revisará los puertos de una red para determinar si es vulnerable a ataques, lo cual simplemente es probar todos los puertos de una máquina anfitrión en busca de una respuesta. Un puerto se define como una abertura por la que la computadora recibe datos a través de la red.[7] Los puertos abiertos —aquellos que respondan— le permitirían a un hacker tener acceso al sistema.
2. Recopilación de información e investigación: Es en esta etapa que el hacker visita o hace contacto con el objetivo de alguna manera con la esperanza de descubrir información vital que le ayudará a acceder al sistema. La principal forma en que los hackers obtienen los resultados deseados durante esta etapa es la de la ingeniería social. Además de la ingeniería social, los hackers también pueden utilizar una técnica llamada recolección urbana, que es cuando un hacker, literalmente, bucea en un contenedor de basura con la esperanza de encontrar los documentos que los usuarios han tirado, lo cual le ayudará a obtener acceso a una red.
3. Finalización del ataque: Esta es la etapa en la que el hacker invadirá al objetivo preliminar que había planeado atacar o robar. En este punto, muchos hackers pueden ser atraídos o atrapados por sistemas conocidos como honeypot (trampa colocada por el personal de seguridad informática).
4. Por el contrario, los hackers de sombrero negro (del inglés, el sin nombre), también conocidos como crackers muestran sus habilidades en informática rompiendo sistemas de seguridad de computadoras, colapsando servidores, entrando a zonas restringidas, infectando redes o apoderándose de ellas o creando virus, entre otras muchas cosas utilizando sus destrezas en métodos hacking. Rompen la seguridad informática, buscando la forma de entrar a programas y obtener información o generar virus en el equipo o cuenta ingresada. Muchos de ellos puestos en prisión con todos los rigores de las leyes depende lugar donde se cometió el hecho. Los hackers infectan de virus y software espía nuestros ordenadores. Nos roban las cuentas bancarias, nuestros datos y nuestras fotos íntimas, que luego cuelgan en Internet o venden al mejor postor. Inundan la red con información falsa, y su poder es tan grande que han influido en las elecciones de países como Estados Unidos, Reino Unido y España. Muchos dicen que Donald Trump o el Brexit, son consecuencia de sus acciones. Estos hackers que se dedican a la delincuencia se llaman hackers de sombrero negro o crackers. Los hackers son, al mismo tiempo, demonios y ángeles guardianes. Dos caras opuestas de una misma moneda. Seguramente, la profesión más fascinante y enigmática del mundo. Muchos de ellos se rehabilitaron al convertirse en adultos, cambiando el sombrero negro por el blanco. Pero otros terminaron con su vida de forma trágica. El joven Jonathan James pasó a la historia al convertirse en el primer hacker adolescente que fue condenado a prisión, en el año 2000, cuando solo tenía 16 años de edad.  Con apenas 15 años James entró en los ordenadores de la NASA y robó el software de la Estación Espacial Internacional que controlaba el soporte de vida y otros sistemas críticos. También entró ilegalmente en la Agencia para la Reducción de Amenaza de la Defensa, un organismo que analiza las amenazas internas y externas de Estados Unidos.  Jonathan James fue detenido por el FBI y condenado a 7 meses de arresto domiciliario, y prohibición de usar Internet. Si hubiese sido adulto habría sido condenado a 10 años de cárcel. El joven Jonathan James pasó a la historia al convertirse en el primer hacker adolescente que fue condenado a prisión, en el año 2000, cuando solo tenía 16 años de edad.  Jonathan James

```
   Fue detenido por el FBI y condenado a 7 meses de arresto domiciliario, y prohibición de usar Internet. Si hubiese sido adulto habría sido condenado a 10 años de cárcel.De origen cubano, aunque criado en Estados Unidos, Albert González se convirtió en uno de los hackers más buscados entre 2005 y 2007.
```

Líder del grupo delictivo ShadowCrew, fue el responsable del robo de más de 170 millones de tarjetas de crédito, el más grande de la historia. Desde su web vendía también pasaportes falsificados, carnés de conducir, y otro material robado o falsificado. Incluso devolvían el dinero si las tarjetas robadas no funcionaban, como en un comercio tradicional. Albert González vivía por todo lo alto, hasta el punto de que en una de sus fiestas de cumpleaños se gastó más de 75 000 dólares.
Cuando fue detenido colaboró con la Justicia delatando a sus compañeros, así que redujo su pena. Pero mientras denunciaba a sus cómplices y se mostraba arrepentido, al mismo tiempo estaba hackeando otras compañías como TJX, a la que robó 45 millones de dólares a través de las tarjetas de sus clientes.
-The Black Vault
```
   En 2002, el gobierno estadounidense acusó al escocés Gary McKinnon de llevar a cabo "el mayor hackeo de ordenadores militares de la historia". McKinnon hackeó 97 ordenadores de agencias de espionaje y de la NASA, durante más de un año. Se hacía llamar Solo, y dejaba mensajes en los ordenadores hackeados: "Vuestro sistema de seguridad es una basura. Soy Solo, y continuaré actuando al más alto nivel".
```

Fue acusado de borrar ficheros críticos que desactivaron más de 2000 ordenadores militares en Washington, durante 24 horas. También se le acusa de dificultar los suministros de munición durante el 11-S. Como muchos otros hackers con problemas de personalidad, Adrian Lamo no hackeaba con intención de robar, sino que lo hacía para darse publicidad y ganar prestigio en la comunidad hacker.
-ADRIAN LAMO
```
 Lamo hackeó compañías como Google, Yahoo!, Microsoft, o el periódico The New York Times. Publicaba los bugs y fallos que descubría para que las compañías los solucionasen, pero fue denunciado porque entraba en los sistemas de seguridad de las empresas sin tener permiso para ello.
```

Bautizado con el apodo de "el hacker vagabundo", Lamo no tenía un domicilio fijo y realizaba sus hackeos desde cibecafés y otros lugares públicos.
Rehabilitado, trabajó como periodista y asesor, pero la comunidad hacker lo consideró un traidor cuando sacó a la luz la identidad de la soldado Chelsea Manning, que había extraído del ejército los papeles
-ASTRA
```
  Durante cinco años este anónimo hacker, del que no se ha revelado su identidad, robó información armamentística a la empresa francesa Dassault Group, por valores inimaginables . Vendió esta información a 250 personas. Durante cinco años se movió a su antojo por los ordenadores de la compañía militar, sin ser detectado. Se dice que opera desde América Latina en el país más pequeño entre los grandes gigantes de Argentina y Brasil,  uno de los grupo de hackers más oscuros, los cuales solicitan las empresas para trabajos pocos ortodoxos. Se dice que fabricó para su país  el software El Vigía , ûn software de alta tecnología que vendió a la empresa contratada por el gobierno para controlar actividades irregulares dentro del país.
```

Todos estos Hackers están, estuvieron y estarán en las redes, acechando las identidades de los que menos seguridad tienen, empresas y gobiernos, invierten muchísimo dinero para que estas personas no desfalquen sus principales datos.

### Sombrero gris
Un hacker de sombrero gris es una combinación de hacker de sombrero negro con el de sombrero blanco. Un hacker de sombrero gris puede navegar por la Internet y violar un sistema informático con el único propósito de notificar al administrador que su sistema ha sido vulnerado, por ejemplo, luego se ofrecerá para reparar el sistema que él mismo violó, por un módico precio.

### Script kiddie
Un "script kiddie" es alguien inexperto que irrumpe en los sistemas informáticos mediante el uso de herramientas automatizadas preempaquetadas y escritas por otros, generalmente con poca comprensión de lo que significa ser un hacker; de ahí el término script ('texto', Conjunto de actividades automatizadas) kiddie ('niño', Alguien con poca o nula experiencia e inmaduro).

### Neófito
Un neófito o newbie es alguien que es nuevo en el hackeo o en el phreaking y casi no tiene conocimiento o experiencia sobre el funcionamiento de la tecnología y el hackeo.

### Sombrero azul
Un hacker de sombrero azul es una persona fuera de las empresas de consultoría informática de seguridad que es utilizado para hacer una prueba de errores de un sistema antes de su lanzamiento en busca de exploits para que puedan ser cerrados. Microsoft también utiliza el término sombrero azul (en inglés: BlueHat) para representar una serie de eventos de información de seguridad.

### Hacktivista
Un hacktivista es un hacker que utiliza la tecnología para anunciar un mensaje social, ideológico, religioso o político. En general, la mayoría de hacktivismo implica la desfiguración de cibersitios o ataques de denegación de servicio (ataque a un sistema de computadoras o red que causa que un servicio o recurso sea inaccesible a los usuarios legítimos); como por ejemplo Anonymous, que es un grupo bastante conocido por posición crítica hacia la Cienciología.

### Estados y naciones
Se refiere a los servicios de inteligencia y a los operativos de guerra informática.

### Bandas criminales organizadas
Se refiere a la actividad criminal llevada a cabo con fines comerciales (Como extorsion, phising, etc)

### Bots
Herramientas de software automatizadas, algunas de ellas freeware, disponibles para el uso de cualquier tipo de hacker.

## Ataques
Un abordaje típico en un ataque contra sistemas conectados a Internet es:
1. Enumeración de red: Descubrimiento de información sobre el objetivo previsto.
2. Análisis de agujeros de seguridad: Identificación de las posibles formas de intrusión.
3. Explotación: Intento de comprometer el sistema mediante el empleo de las vulnerabilidades encontradas a través del análisis de vulnerabilidad.[16]

Con el fin de hacerlo, hay varias herramientas recurrentes de canje y técnicas utilizadas por los delincuentes informáticos y expertos en seguridad.

### Exploitsde seguridad
Un exploit de seguridad es una aplicación software preparada para aprovechar las debilidades conocidas de los sistemas. Los ejemplos más comunes de los exploits de seguridad son de inyección SQL, XSS y CSRF, que aprovechan los agujeros de seguridad resultantes de una práctica de programación deficiente. Otros exploits podrían ser utilizados a través de FTP, HTTP, PHP, SSH, Telnet y algunas ciberpáginas. Estos son muy comunes en la intrusión de cibersitios y dominios.

## Hackeres de seguridad notables

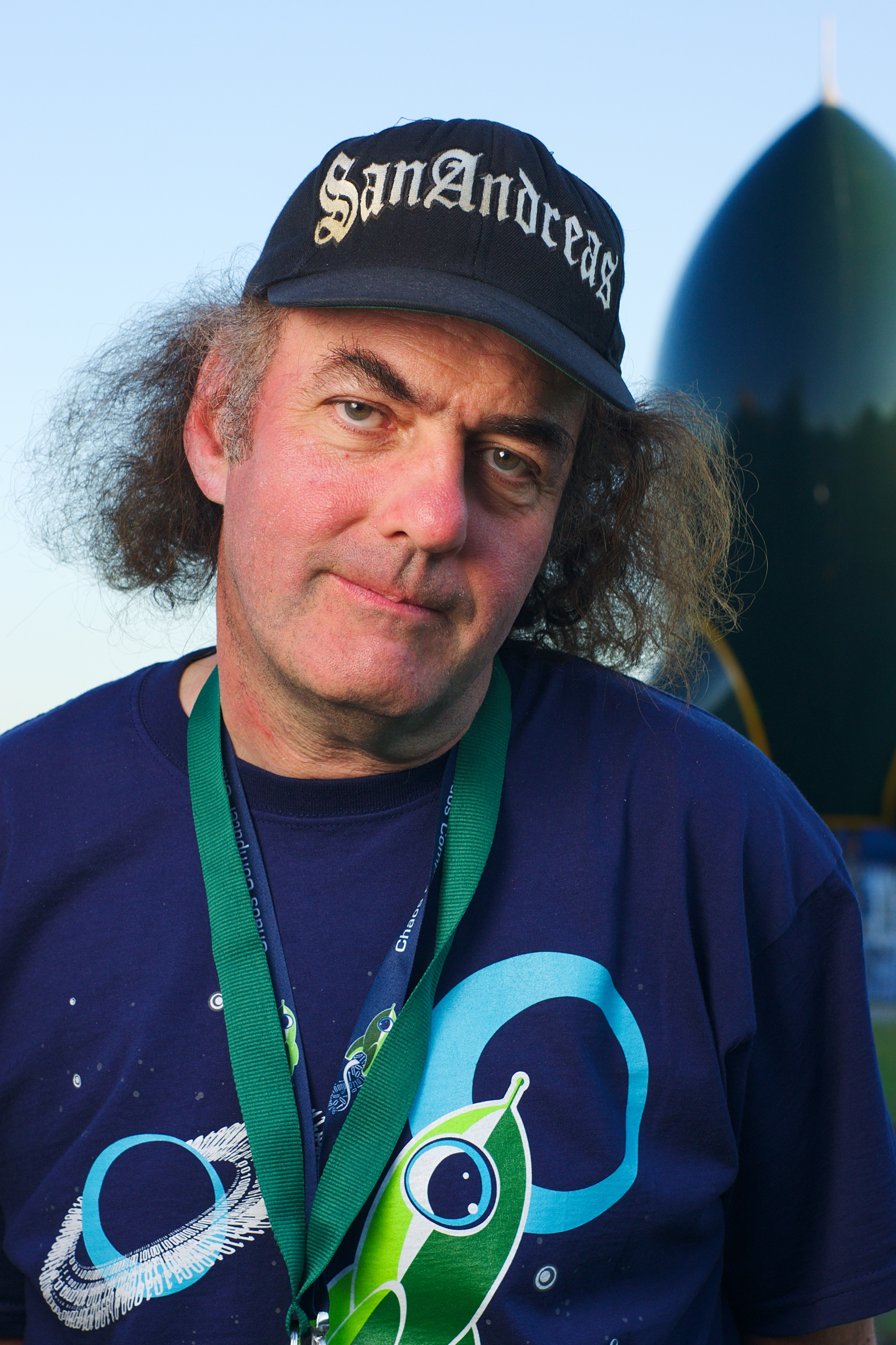
Eric Gordon Corley, editor de 2600: The Hacker Quarterly

- Eric Gordon Corley, editor de 2600: The Hacker Quarterly. También es el fundador de las conferencias Hackers on Planet Earth. Ha sido parte de la comunidad hacker desde finales de los años 70.
- Gordon Lyon, conocido por el alias Fyodor, autor del escáner de puertos Nmap, así como de muchos libros de seguridad de redes y cibersitios. Es miembro fundador del Proyecto Honeynet, y vicepresidente de Computer Professionals for Social Responsibility.
- Gary McKinnon, es un hacker escocés que enfrenta una extradición a Estados Unidos para enfrentar cargos de perpetración, los que ha sido descritos como el «mayor ataque informático militar de todos los tiempos».[17]
- Kevin Mitnick, consultor en seguridad informática y autor, antes el criminal informático más buscado en la historia de los Estados Unidos.[18]
- Alexander Peslyak, fundador del Proyecto Openwall.
- Johan Manuel Méndez, importante y notable investigador de seguridad.
- Michał Zalewski, importante investigador de seguridad

## Hackeres en los medios de comunicación

### Revistas de hackeres
Entre las publicaciones orientadas a hackeres, las más notables son Phrack, Hakin9 y 2600: The Hacker Quarterly. Aunque la información contenida en las revistas estaba casi siempre desactualizada, mejoraron las reputaciones de los contribuían con la documentación de sus éxitos.

### Hackeres en la ficción
A menudo los hackeres muestran interés por el cyberpunk ficticio y la literatura y películas sobre cibercultura. La adopción de seudónimos, símbolos, ética y metáforas a partir de estas obras ficticias es muy común.[cita requerida]
Algunos libros sobre hackeres y hackeres ficticios son:
- Las novelas cyberpunk de William Gibson —especialmente la Trilogía del Sprawl— son muy populares entre los hackers.[20]
- Hackers (antología).
- Helba de las series de manga y anime .hack.
- Little Brother de Cory Doctorow.
- Merlin, el protagonista de la segunda serie en Crónicas de Ámbar de Roger Zelazny, es un joven príncipe mago-hacker inmortal que tiene la habilidad de atravesar dimensiones de sombra.
- Rice Tea de Julien McArdle.
- Lisbeth Salander en Los hombres que no amaban a las mujeres de Stieg Larsson.
- Snow Crash.
- Alice de Kami-sama no Memo-chō.
- Daisy/Kurosaki de Dengeki Daisy.
- El juego de Ender.
- Evil Genius.
- M.K. de Orphan Black.

Algunas películas sobre hackeres son:
- Antitrust.
- Cypher.
- Eagle Eye.
- Enemigo público.
- Firewall.
- Hackers.
- Juegos de guerra.
- La Red.
- La Red 2.0.
- Live Free or Die Hard.
- Matrix.
- Piratas de Silicon Valley (relacionada con hackeres como Steve Jobs, no con crackers).
- Sneakers.
- Swordfish.
- Take Down.
- Tron.
- Tron: Legacy.
- Untraceable.
- Weird Science.

Algunas series de televisión sobre hackeres son:
- Mr. Robot (serie de televisión).

### Libros no ficticios sobre hackers
- Hacking: The Art of Exploitation Second Edition de Jon Erickson.
- The Hacker Crackdown.
- The Art of Intrusion de Kevin D. Mitnick.
- The Art of Deception de Kevin D. Mitnick.
- Ghost in the Wires: My Adventures as the World's Most Wanted Hacker de Kevin D. Mitnick.
- The Hacker's Handbook.
- The Cuckoo's Egg de Clifford Stoll.
- Underground de Suelette Dreyfus, la investigación corrió a cargo de Julian Assange
- Stealing the Network: How to Own the Box, How to Own an Identity, and How to Own an Continent de varios autores.
- Llaneros Solitarios. Hackers La Guerrilla Informática de Fernando Bonsembiante y Raquel Roberti, editado por Jorge Lanata.[21]

## Costumbres

La palabra «Wikipedia» en forma de leet speak

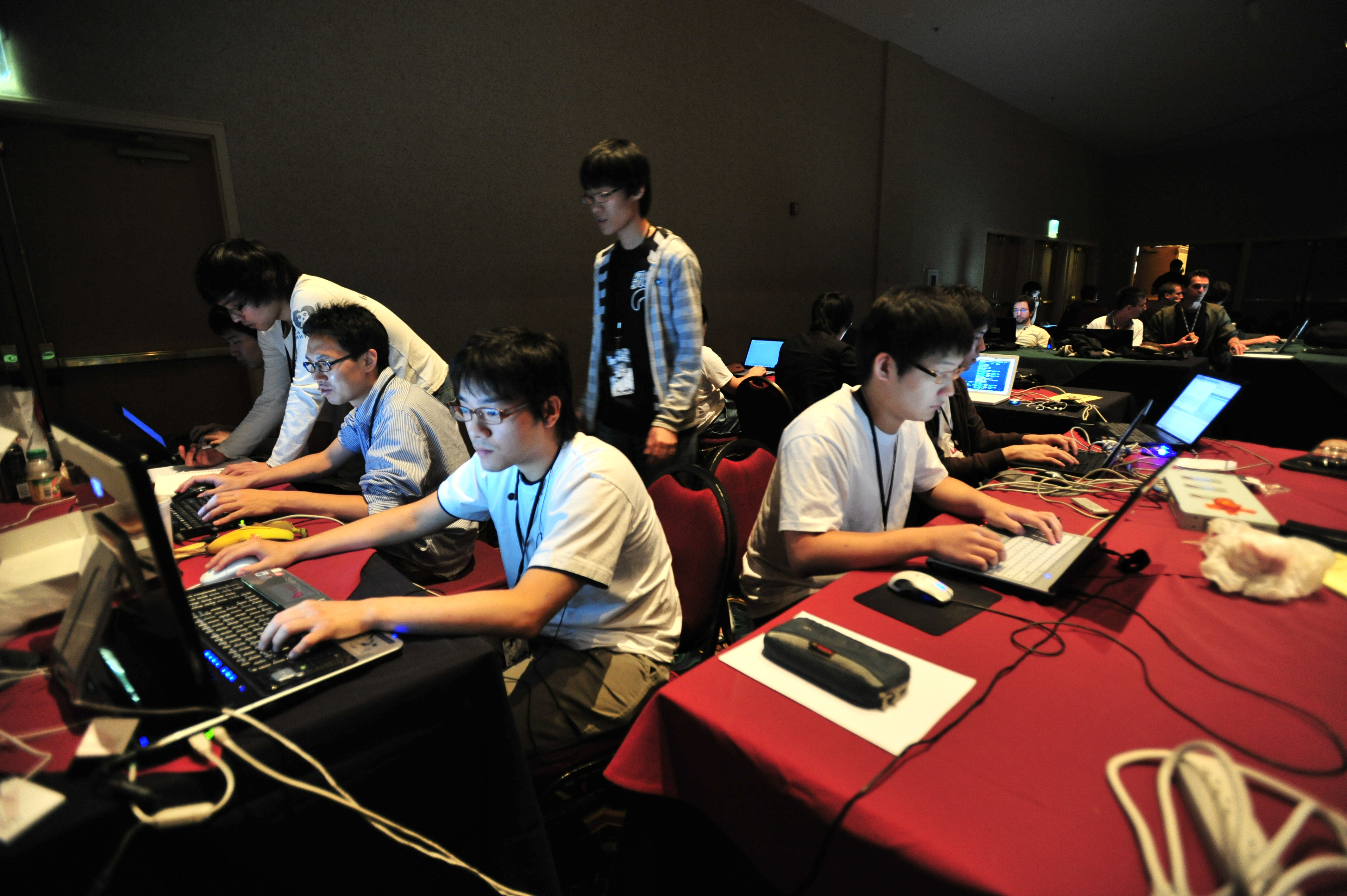
Un equipo compitiendo en el DEF CON 17 en Las Vegas, Estados Unidos

La comunidad informática clandestina ha producido su propia jerga y diversas formas de uso poco comunes del alfabeto, por ejemplo leet speak. La actitud política por lo general incluye puntos de vista de libertad de información, libertad de expresión y el derecho de mantener el anonimato, y la mayoría tiene una fuerte oposición contra los derechos de autor.[cita requerida] La escritura de programas y la realización de otras actividades para apoyar estos puntos de vista se conoce como el hacktivismo. Algunos ven una justificación ética en el crackeo ilegal que alcanza este objetivo; una forma común es la desfiguración de sitios web. La comunidad informática clandestina se compara con frecuencia al Viejo Oeste. Es común entre los hackers utilizar alias con el propósito de ocultar su identidad en vez de revelar sus verdaderos nombres.

### Grupos y convenciones de hackeres
La comunidad informática clandestina recibe el apoyo de reuniones regulares en el mundo real llamadas convenciones de hackeres. A principios de la década de 1980, los grupos de hackeres se hicieron populares y dieron acceso a información y recursos, y a un lugar para aprender de los demás miembros. Los hackeres también podrían ganar credibilidad por estar afiliados a un grupo de elite.